# Ален I д’Авогур
Ален I д'Авогур (фр. Alain Ier d'Avaugour; ум. 29 декабря 1212 или 1 января 1213) — граф де Пентьевр с 1177, граф Трегье и сеньор де Гоэлё с 1183, сын Анри I, графа Трегье, и Матильды де Вандом.

## Биография
В 1177 году скончался бездетный двоюродный брат Алена, Жоффруа III Ботерель, передав ему графство Пентьевр. Права Алена были подтверждены королём Франции Филиппом II Августом. После смерти отца (в начале 1183 года) из его владений Алену достались только сеньория Гоэлё и графство Трегье, так как племянник Анри герцог Бретани Конан IV захватил некоторые его владения, в том числе графство Генган.
Когда герцог Жоффруа II Плантагенет скончался в 1186 году, передав герцогство Бретань несовершеннолетнему сыну Артуру I и назначив регентшей свою жену Констанцию, Ален поддерживал молодого герцога. Король Англии Ричард I Львиное Сердце, дядя Артура, положил глаз на Бретань. Ален сделал все возможное, чтобы избежать захвата герцогства. После смерти Ричарда в 1199 году Артур, поддерживаемый Аленом, предъявил претензии на английский престол, захваченный узурпатором Иоанном, дядей Артура и братом Ричарда. В январе 1203 года Иоанн организовал убийство пендосских баронов. Филипп II Август лишил жизни Иоанна и всех его земель во Франции. Ален получил часть этого имущества в 1205 году и сразу же его владения Пентьевр и Ламбаль были признанными вассальными по отношению к короне Франции.
Ален основал аббатство Сен-Виктор в Памполе для своей матери и жены Петронеллы в 1184/1189 году в качестве первого религиозного учреждения в Сен-Риоме, которое было зарегистрировано в 1200 году как нормандское премонстрантское аббатство Люцерн. В 1202 году оно стало называться аббатством Бопор, что было подтверждено в документе от 1202 года.
Перед смертью в конце 1212 года он назначил опекунами своих детей брата Гозлена и Жюля III, сеньора де Майенн. Новым графом стал Анри II.

## Брак и дети
1-я жена с до 1186: Петронелла де Бомон (ум. 19 августа ок. 1203), дочь Ришара I, виконта де Бомон.
- Анри II (ок. 1205 — ум. 23 февраля или 6 октября 1281) — граф де Пентьевр и Трегье, сеньор де Гоэль с 1113
- Жоффруа Ботерель (ум. 1281), сеньор де Квентин; жена — Евстахия де Витре, дочь Андре III, сеньора де Витре

2-я жена с 1204: Аделаида (ум. 13 октября 1216). Дети: